# Теллезимо
Теллезимо (итал. Tellesimo) — река на юго-востоке острова Сицилия в Италии. Протекает по территории провинции Рагуза. Исток находится близ деревни Сан-Джакомо-Беллокоццо (итал. San Giacomo Bellocozzo) в ущелье Кава-дей-Серви (итал. Cava Dei Servi), в Иблейских горах. Впадает в реку Телларо, которая, в свою очередь, впадает в Ионическое море. Длина реки — 14 км. Площадь бассейна — 12,4 км².
Питание преимущественно дождевое и подземное. В водах реки Теллезимо обитает эндемичный вид форели — Сардинская форель (итал. Salmo cettii).
Вдоль ущелья Кава-дей-Серви по течению реки находятся многочисленные пещеры начала бронзового века (XI—XII века). В нескольких километрах отсюда в Кава-дель-Прайнито была обнаружена стоянка доисторического человека, датируемая 1800—1400 годами до нашей эры.
Региональным департаментом окружающей среды Сицилии был начат процесс создания заповедника под названием Долина реки Теллезимо и включения этой территории в Региональный список парков и заповедников. Новый заповедник окажется между провинциями Рагуза и Сиракузы, на территории коммун Рагуза, Модика и Розолини площадью около 2100 га. Весьма вероятно, что заповедник будет находиться в пределах Иблейского национального парка.